# یک وجب خاک خدا
یک وجب خاک خدا یا God's Little Acre رمانی است که در سال ۱۹۳۳ توسط ارسکین کالدول، نویسندهٔ اهل ایالات متحده آمریکا نوشته شده‌است.